# Campeonato Europeo de Atletismo Sub-20 de 2025
El Campeonato Europeo de Atletismo Sub-20 de 2025 tuvo lugar entre los días 7 y 10 de agosto en el Estadio Tampere de Tampere.

## Resultados

### Masculino
| Evento                                       | Oro                                                                       | Oro                  | Plata                                                                  | Plata          | Bronce                                                                            | Bronce      |
| -------------------------------------------- | ------------------------------------------------------------------------- | -------------------- | ---------------------------------------------------------------------- | -------------- | --------------------------------------------------------------------------------- | ----------- |
| 100 metros (viento: -0.7 m/s)                | Ander Garaiar · España                                                    | 10.40                | Jozuah Revierre · Países Bajos                                         | 10.47          | Teddy Wilson Reino Unido                                                          | 10.47       |
| 200 metros (viento: -2.9 m/s)                | Diego Nappi · Italia                                                      | 20.77                | Pedro Afonso Portugal                                                  | 20.85          | Oriol Sánchez · España                                                            | 21.03       |
| 400 metros                                   | Conor Kelly Irlanda                                                       | 45.83 NU20R          | Milann Klemenic Francia                                                | 46.44          | Ondrej Loupal · Polonia                                                           | 46.62       |
| 800 metros                                   | Rafferty Mirflin Reino Unido                                              | 1:48.09              | Tom Waterworth Reino Unido                                             | 1:48.20        | Aarón Ceballos · España                                                           | 1:48.74     |
| 1500 metros                                  | Håkon Moe Berg · Noruega                                                  | 3:47.36              | Andreas Dybdahl · Noruega                                              | 3:47.95        | Elliot Vermeulen · Bélgica                                                        | 3:48.03     |
| 3000 metros                                  | Håkon Moe Berg · Noruega                                                  | 8:43.20              | Kristers Kudlis Letonia                                                | 8:45.56        | Karl Ottfalk · Suecia                                                             | 8:46.43     |
| 5000 metros                                  | Willem Renders · Bélgica                                                  | 14:14.59             | Karl Ottfalk · Suecia                                                  | 14:14.78       | Magnus Øyen · Noruega                                                             | 14:15.32    |
| 110 metros vallas (99 cm) (viento: +0.6 m/s) | Matteo Togni · Austria                                                    | 13.27 EU20L NU20R    | Hrystiyan Kasabov Bulgaria                                             | 13.31 NU20R    | Matyáš Zach · República Checa                                                     | 13.33       |
| 400 metros vallas                            | Michal Rada · República Checa                                             | 48.78 WU20L NU20R    | Iker Moreno · España                                                   | 49.66 NU20R    | Quinten de Vos · Países Bajos                                                     | 50.46 NU20R |
| 3000 metros obstáculos                       | Kiyasettin Kara Turquía                                                   | 8:43.55 NU20R        | Martí Torregrossa · España                                             | 8:45.20        | Andrés Lara · España                                                              | 8:45.53     |
| Relevo 4 × 100 metros                        | Gaël Delaumenie Lenny Chanteur Hugo Jacquet-Dzong Ylann Bizasene Francia  | 39.57                | Enzo Kieß · Louis Schuster · Felix Schulze · Jakob Kemminer · Alemania | 39.78          | Alexander Wojtasik · Adrian Lepionka · Marcin Tabaka · Sebastian Libura · Polonia | 40.17       |
| Relevo 4 × 400 metros                        | Ondrej Loupal · Lukáš Mareš · Tomáš Horák · Michal Rada · República Checa | 3:05.79 EU20L NU20R  | Iker Moreno · Aarón Gastón · Helio Marco · Óscar Crespo · España       | 3:06.83 NU20R  | Destiny Omodia · Daniele Salemi · Diego Mancini · Simone Giliberto · Italia       | 3:07.39     |
| 10 000 m marcha                              | Joan Querol · España                                                      | 39:10.04 EU20L NU20R | Giuseppe Disabato · Italia                                             | 39:20.87 NU20R | Daniel Monfort · España                                                           | 39:50.77    |
| Salto de altura                              | Elijah Pasquier Francia                                                   | 2.25 NU20R           | Otis Poole Reino Unido                                                 | 2.19           | Jin van der Lee · Países Bajos                                                    | 2.16        |
| Salto con pértiga                            | Axel Rogö · Suecia                                                        | 5.45 EU20L           | Zackaria Dia Francia                                                   | 5.40           | Ylio Philtjens · Bélgica                                                          | 5.30        |
| Salto con pértiga                            | Axel Rogö · Suecia                                                        | 5.45 EU20L           | Zackaria Dia Francia                                                   | 5.40           | Pawel Pospiech · Polonia                                                          | 5.30        |
| Salto de longitud                            | Petr Meindlschmid · República Checa                                       | 7.89                 | Daniele Leonardo Inzoli · Italia                                       | 7.69           | Luka Boškovic Serbia                                                              | 7.69        |
| Triple salto                                 | Francesco Crotti · Italia                                                 | 15.93                | Emre Çolak Turquía                                                     | 15.75          | Zinga Barbosa Firmino Bulgaria                                                    | 15.71       |
| Lanzamiento de peso (6 kg)                   | Jarno van Daalen · Países Bajos                                           | 21.07                | Aatu Kangasniemi · Finlandia                                           | 20.82          | Jakub Rodziak · Polonia                                                           | 19.37       |
| Lanzamiento de disco (1.75 kg)               | Jarno van Daalen · Países Bajos                                           | 63.18                | Jakub Rodziak · Polonia                                                | 62.90          | Zsombor Dobó · Hungría                                                            | 62.26       |
| Lanzamiento de martillo (6 kg)               | Ármin Szabados · Hungría                                                  | 82.91                | Mico Lampinen · Finlandia                                              | 74.67          | Aatu Kangasniemi · Finlandia                                                      | 74.41       |
| Lanzamiento de jabalina                      | Rafael Mahíques · España                                                  | 76.30                | Oskar Jänicke · Alemania                                               | 76.17          | Roch Krukowski · Polonia                                                          | 76.01       |
| Decatlón sub-20                              | Hubert Troscianka · Polonia                                               | 8514 WU20R           | Luuk Pelkmans · Países Bajos                                           | 8293 NU20R     | Leon Krummenacher · Suiza                                                         | 7972        |

1. ↑  En el decatlón sub-20 se usan las vallas y aparatos propios de las pruebas sub-20 correspondientes.

### Femenino
| Evento                               | Oro                                                                                | Oro                   | Plata                                                                          | Plata          | Bronce                                                                            | Bronce      |
| ------------------------------------ | ---------------------------------------------------------------------------------- | --------------------- | ------------------------------------------------------------------------------ | -------------- | --------------------------------------------------------------------------------- | ----------- |
| 100 metros (viento: -0.1 m/s)        | Kelly Doualla · Italia                                                             | 11.22                 | Mabel Akande Reino Unido                                                       | 11.41          | Uliana Stepaniuk · Ucrania                                                        | 11.53       |
| 200 metros (viento: -2.0 m/s)        | Judith Bilepo Mokobe · Alemania                                                    | 23.40                 | Lucy Tallon Reino Unido                                                        | 23.49          | Terezie Táborská · República Checa                                                | 23.49       |
| 400 metros                           | Charlotte Henrich Reino Unido                                                      | 51.68                 | Johanna Martin · Alemania                                                      | 52.00          | Anastazja Kus · Polonia                                                           | 52.23       |
| 800 metros                           | Jana Marie Becker · Alemania                                                       | 2:01.67               | Živa Remic Eslovenia                                                           | 2:01.76        | Lorenza de Noni · Italia                                                          | 2:01.86     |
| 1500 metros                          | Lyla Belshaw Reino Unido                                                           | 4:14.59               | Carmen Cernjul · Suecia                                                        | 4:15.00        | Isobelle Jones Reino Unido                                                        | 4:16.18     |
| 3000 metros                          | Innes Fitzgerald Reino Unido                                                       | 8:46.39               | Carmen Cernjul · Suecia                                                        | 9:08.87        | Wilma Bekkemoen Torbiörnsson · Noruega                                            | 9:10.70     |
| 5000 metros                          | Innes Fitzgerald Reino Unido                                                       | 15:09.04              | Edibe Yagiz Turquía                                                            | 15:43.60       | Julia Ehrle · Alemania                                                            | 15:44.06    |
| 100 metros vallas (viento: -1.5 m/s) | Jil Sanchez · Suiza                                                                | 13.24                 | Melissa Benfatah Francia                                                       | 13.29          | Alessia Succo · Italia                                                            | 13.32       |
| 400 metros vallas                    | Alexandra Ștefania Uță · Rumania                                                   | 55.55 EU20L           | Méta Tumba Francia                                                             | 55.56 NU20R    | Viola Hambidge · Rumania                                                          | 56.71 NU20R |
| 3000 metros obstáculos               | Andrea Nygård Vie · Noruega                                                        | 9:57.59               | Jule Jutta Lindner · Alemania                                                  | 9:58.77        | Ema Berková · República Checa                                                     | 10:09.71    |
| Relevo 4 × 100 metros                | Alice Pagliarini · Elisa Valensin · Margherita Castellani · Kelly Doualla · Italia | 43.72 NU20R           | Nell Desir Lucy Tallon Kaya Slater Mabel Akande Reino Unido                    | 43.98          | Malgorzata Pojeta · Wiktoria Gajosz · Oliwia Kasprzak · Jagoda Zukowska · Polonia | 44.07 NU20R |
| Relevo 4 × 400 metros                | Victoria Kwarteng Noam Tanon Romane Trinquant Méta Tumba Francia                   | 3:33.56 EU20L         | Luna Fischer · Pauline Richter · Katharina Rupp · Jana Marie Becker · Alemania | 3:34.35        | Francesca Meletto · Laura Frattaroli · Alice Caglio · Giulia Macchi · Italia      | 3:34.65     |
| 10 000 m marcha                      | Sofía Santacreu · España                                                           | 43:47.89 WU20L NU20R  | Serena di Fabio · Italia                                                       | 43:56.25 NU20R | Aldara Meilán · España                                                            | 44:15.89    |
| Salto de altura                      | Lilianna Bátori · Hungría                                                          | 1.89                  | Elia Mikkola · Finlandia                                                       | 1.89           | Ona Bonet · España                                                                | 1.86        |
| Salto con pértiga                    | Elise de Jong · Países Bajos                                                       | 4.50 =                | Marijn Kieft · Países Bajos                                                    | 4.40           | Apolena Švábíková · República Checa                                               | 4.35        |
| Salto de longitud                    | Bori Rózsahegyi · Hungría                                                          | 6.46                  | Thea Brown Reino Unido                                                         | 6.44           | Diana Myroshnichenko · Ucrania                                                    | 6.37        |
| Triple salto                         | Erika Saraceni · Italia                                                            | 14.24 EU20L           | Daria Vrînceanu · Rumania                                                      | 13.75          | Adriana Kruzmane Letonia                                                          | 13.62       |
| Lanzamiento de peso                  | Maria Rafailidou · Grecia                                                          | 16.16                 | Anhelina Shepel · Ucrania                                                      | 15.62          | Anita Nalesso · Italia                                                            | 15.62       |
| Lanzamiento de disco                 | Andrea Tankeu · España                                                             | 54.28                 | Curly Brown · Alemania                                                         | 54.16          | Anne Juul Jensen · Noruega                                                        | 52.63       |
| Lanzamiento de martillo              | Nova Kienast · Alemania                                                            | 67.93                 | Marie Rougetet Francia                                                         | 67.38          | Pinja Kärhä · Finlandia                                                           | 66.07       |
| Lanzamiento de jabalina              | Vita Barbic · Croacia                                                              | 55.26                 | Rebecca Nelimarkka · Finlandia                                                 | 54.43          | Orinta Navikaite · Lituania                                                       | 54.36       |
| Heptatlón                            | Jana Košcak · Croacia                                                              | 6293 pts WU20L =NU20R | Sarolta Kriszt · Hungría                                                       | 6251 pts NU20R | Enni Virjonen · Finlandia                                                         | 6060 pts    |

## Medallero
Estas son las medallas que se repartieron durante la competición, agrupadas por países:
| Núm. | País            | Oro | Plata | Bronce | Total |
| ---- | --------------- | --- | ----- | ------ | ----- |
| 1    | Italia          | 6   | 3     | 5      | 14    |
| 2    | Reino Unido     | 5   | 7     | 1      | 13    |
| 3    | España          | 5   | 3     | 6      | 14    |
| 4    | Alemania        | 3   | 6     | 1      | 10    |
| 5    | Francia         | 3   | 5     | 0      | 8     |
| 6    | Países Bajos    | 3   | 3     | 2      | 8     |
| 7    | Noruega         | 3   | 1     | 2      | 6     |
| 8    | Hungría         | 3   | 1     | 1      | 5     |
| 9    | República Checa | 3   | 0     | 6      | 9     |
| 10   | Croacia         | 2   | 0     | 0      | 2     |
| 11   | Suecia          | 1   | 3     | 1      | 5     |
| 12   | Turquía         | 1   | 2     | 0      | 3     |
| 13   | Polonia         | 1   | 1     | 6      | 8     |
| 14   | Rumania         | 1   | 1     | 0      | 2     |
| 15   | Bélgica         | 1   | 0     | 2      | 3     |
| 16   | Suiza           | 1   | 0     | 1      | 2     |
| 17   | Grecia          | 1   | 0     | 0      | 1     |
| =    | Irlanda         | 1   | 0     | 0      | 1     |
| 19   | Finlandia       | 0   | 4     | 3      | 7     |
| 20   | Ucrania         | 0   | 1     | 2      | 3     |
| 21   | Bulgaria        | 0   | 1     | 1      | 2     |
| =    | Letonia         | 0   | 1     | 1      | 2     |
| 23   | Portugal        | 0   | 1     | 0      | 1     |
| =    | Eslovenia       | 0   | 1     | 0      | 1     |
| 25   | Dinamarca       | 0   | 0     | 1      | 1     |
| =    | Estonia         | 0   | 0     | 1      | 1     |
| =    | Lituania        | 0   | 0     | 1      | 1     |
| =    | Serbia          | 0   | 0     | 1      | 1     |

## Récords
Durante la competición se batieron los siguientes récords:

### Récords del mundo sub-20
Masculino
| Atleta            | Nación  | Prueba   | Ronda | Fecha       | Marca    |
| ----------------- | ------- | -------- | ----- | ----------- | -------- |
| Hubert Troscianka | Polonia | Decatlón | Final | 8 de agosto | 8514 pts |

### Récords de Europa sub-20
Masculino
| Atleta            | Nación  | Prueba   | Ronda | Fecha       | Marca    |
| ----------------- | ------- | -------- | ----- | ----------- | -------- |
| Hubert Troscianka | Polonia | Decatlón | Final | 8 de agosto | 8514 pts |

### Récords de los campeonatos
Masculino
| Atleta            | Nación          | Prueba          | Ronda | Fecha        | Marca    |
| ----------------- | --------------- | --------------- | ----- | ------------ | -------- |
| Michal Rada       | República Checa | 400 m vallas    | Final | 9 de agosto  | 48.78    |
| Hubert Troscianka | Polonia         | Decatlón        | Final | 8 de agosto  | 8514 pts |
| Joan Querol       | España          | 10 000 m marcha | Final | 10 de agosto | 39:10.04 |

Femenino
| Atleta                 | Nación  | Prueba       | Ronda | Fecha       | Marca   |
| ---------------------- | ------- | ------------ | ----- | ----------- | ------- |
| Alexandra Ștefania Uță | Rumania | 400 m vallas | Final | 9 de agosto | 55.55   |
| Erika Saraceni         | Italia  | Triple Salto | Final | 8 de agosto | 14.24 m |

### Récords de España sub-20
Masculino
| Atleta                                            | Prueba           | Ronda | Fecha        | Marca    |
| ------------------------------------------------- | ---------------- | ----- | ------------ | -------- |
| Iker Moreno                                       | 400 m vallas     | Final | 9 de agosto  | 49.66    |
| Joan Querol                                       | 10 000 m marcha  | Final | 10 de agosto | 39:10.04 |
| Iker Moreno Aarón Gastón Helio Marco Óscar Crespo | Relevo 4 × 400 m | Final | 10 de agosto | 3:06.83  |

Femenino
| Atleta          | Prueba          | Ronda | Fecha       | Marca    |
| --------------- | --------------- | ----- | ----------- | -------- |
| Sofía Santacreu | 10 000 m marcha | Final | 9 de agosto | 43:47.89 |